# Estuaire du Wouri

Ébauche de la carte de l'estuaire du Wouri et des rivières, illustrant Douala autour de 1850

 (septembre 2016).
Le contenu est difficilement compréhensible vu les erreurs de traduction, qui sont peut-être dues à l'utilisation d'un logiciel de traduction automatique.
L'estuaire du Wouri, ou estuaire du Cameroun, est un grand estuaire au Cameroun, où plusieurs rivières se rejoignent et se jettent dans le Golfe du Biafra. Douala, la plus grande ville du Cameroun, est à l'embouchure du Wouri, l'un des rivières qui se jettent dans cet estuaire.
L'estuaire contient de vastes mangroves ; les forêts sont dégradées par les pollutions et la pression urbaine.

## Hydrologie

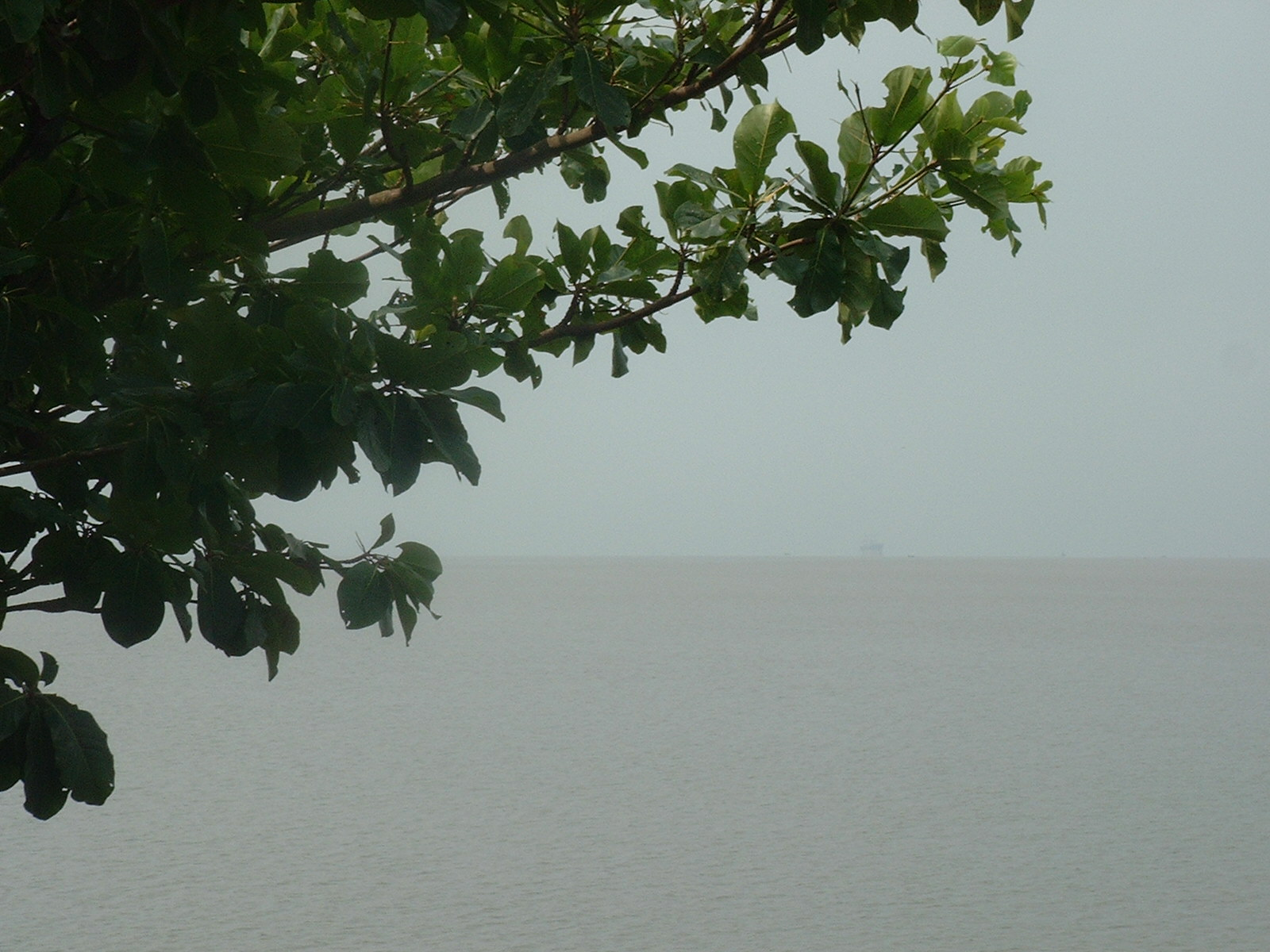
L'estuaire, à l'embouchure du Fleuve Wouri

L'estuaire se trouve à l'est du Mont Cameroun, et se jette dans la Baie du Biafra. Il est alimenté par les fleuves camerounais Mungo, Wouri et Dibamba.
L'estuaire se situe dans le bassin de Douala, à 30 mètres en moyenne au-dessus du niveau de la mer, avec de nombreuses criques, des barres de sable et des lagunes.
Datant du pliocène au pléistocène, l'aquifère alluvial du Wouri, un système multicouches comportant une alternance de séquences de sables marins, de boues et de vases, et qui se trouve en dessous de l'estuaire et des régions environnantes, est une source importante d'eau de puits et de forages. La partie supérieure de l'aquifère dans ce système est un horizon sabnleux qui est relié hydrauliquement à l'estuaire et aux zones humides côtières.

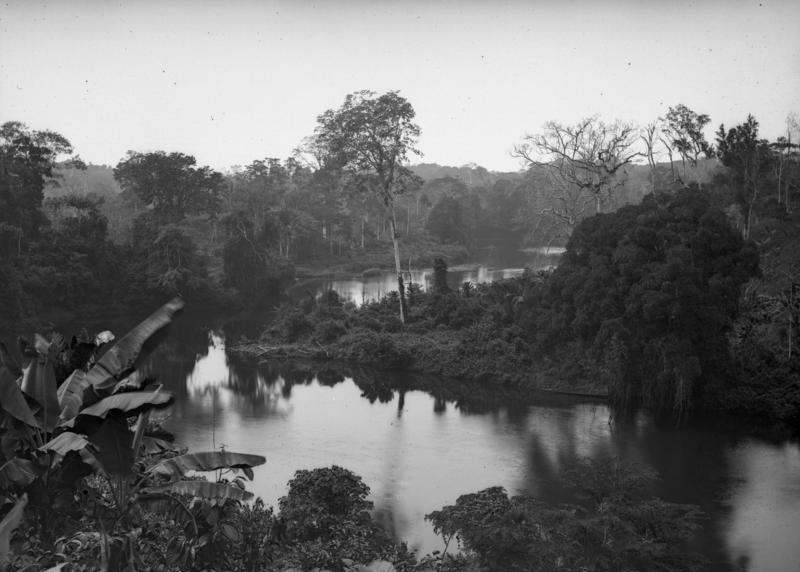
La Dibamba, qui se jette dans l'estuaire.

Les marées à l'embouchure de l'estuaire ont une amplitude de 2,8 mètres.
La pluviométrie est de 4 000  à   5 000 mm par an. La salinité est très faible, en particulier pendant la saison des pluies. Une salinité de surface de 0,4 % est commune autour de Douala tout au long de l'année.
Le Mungo, sur cet estuaire, se divise en de nombreux petits canaux qui se jettent dans l'Océan Atlantique.
La marée, dans la baie, se fait sentir jusqu'à 40 kilomètres vers l'intérieur du Mungo. Dans cette section de la rivière, les bancs de sable sont exposés à marée basse.
Le Wouri, lui est touché par les marées jusqu'à 45 kilomètres au-dessus de Douala.
À l'ouest de l'estuaire, les pentes du Mont Cameroun sont couvertes de plantations de bananes. Au nord-est, les mangroves sont soutenues par de l'eau douce.
Un ensemble de marais d'eau douce entre Muyuka et Dibombari couvre 7 500 hectares.
Il y a encore quelques forêts marécageuses sur la Dibamba, mais beaucoup d'autres ont été dégagées pour la plantation de palmiers à huile. La rivière et sa faune ne sont pas bien protégées, le Lamantin d'Afrique (Trichechus senegalensis) étant en particulier en voie de disparition.

## Faune et flore

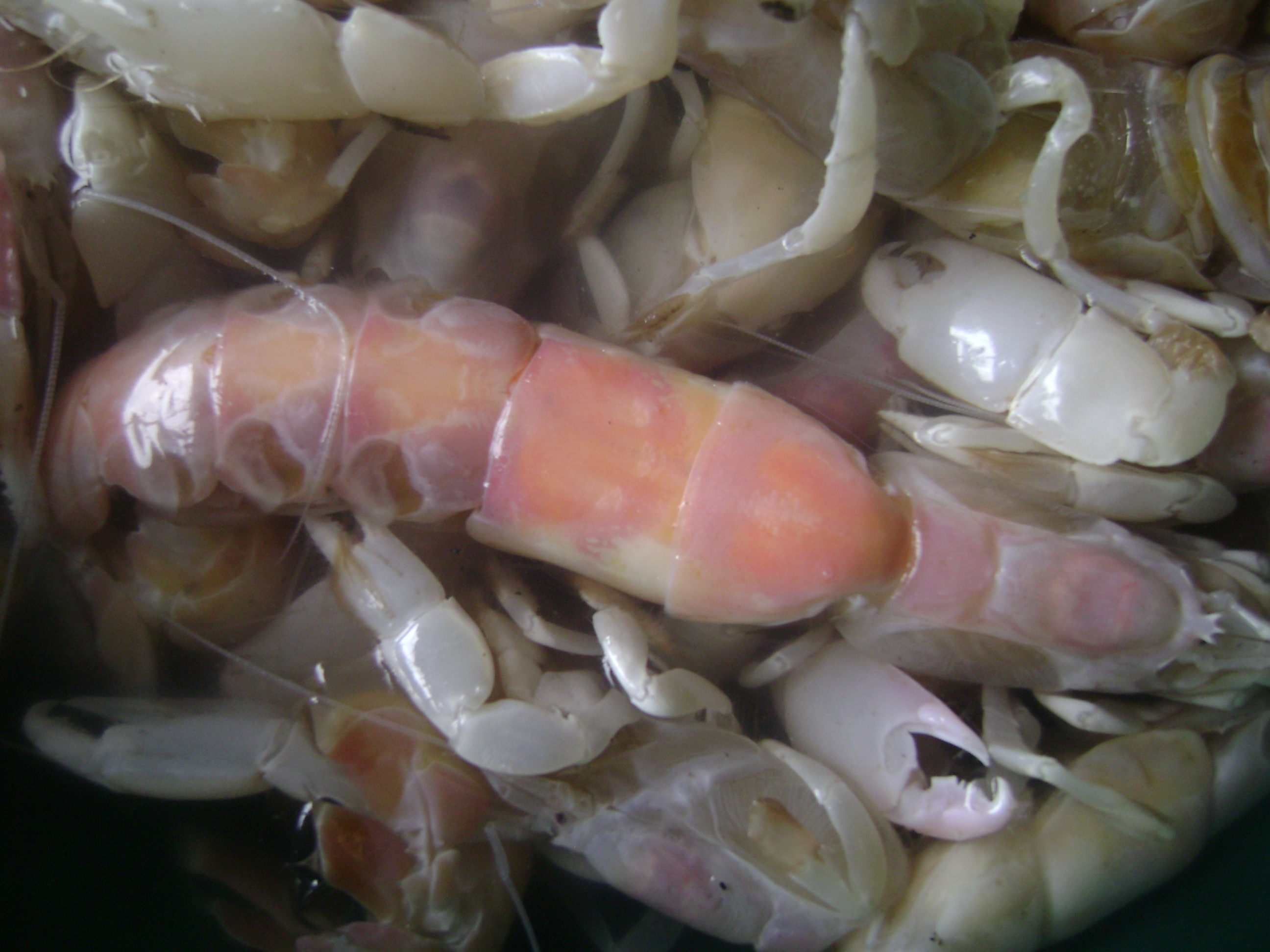
Crevettes : Mbéah Towè en langue Douala, camaroenes en portugais, nom d'où vient celui du pays.

L'estuaire est riche en biodiversité.
Les vasières et les forêts de mangrove sont un habitat pour de nombreux oiseaux marins, et sont des sites de reproduction pour les poissons, les crevettes et autres animaux sauvages.
Il peut être classé en zone humide d'importance internationale selon les critères de la convention de Ramsar.
L'estuaire est l'habitat des crevettes fantômes du Cameroun (Lepidophthalmus turneranus (en)).

### Biotope
Il y a 188 000 hectares de forêt de mangrove dans l'estuaire. Un grand ensemble de mangroves de 20 kilomètres de profondeur sur la côte-nord s'étend sur 35 kilomètres en amont de l'estuaire. La forêt de mangrove est découpée par de plus ou moins larges voies navigables à travers le marais sur les baies de Modéka et de Moukouchou.
Sur la rive sud de l'estuaire, les mangroves s'étendent de Douala au Point Soulelaba, la fin de l'isthme qui sépare l'estuaire de la mer. Ces mangroves sont divisées par la Dibamba et par la Baie et l'Île de Monaka,.
Environ 15 000 hectares de la forêt de mangrove sont à l'intérieur de la Réserve de Mouanko qui s'étend sur la rive sud de l'estuaire de la Sanaga vers son embouchure.
La mangrove à Rhizophora racemosa, qui représente plus de 90 % des mangroves au Cameroun, atteint une hauteur de 40 mètres dans l'estuaire du Wouri.
La Nypa fruticans, une espèce exotique importée au Nigeria depuis l'Asie du Sud-Est, s'est propagée rapidement, encouragée par la population locale.
Les forêts de mangroves sont une source importante de bois pour la fabrication de meubles et de clôtures, pour le fumage du poisson, et comme carburant. Les feuilles de la Nypa fruticans sont utilisées comme chaume pour les toits et les murs des maisons.
La mangrove constitue une zone tampon, une protection de la côte contre les pires effets des tempêtes.
Cependant, il n'y a pas de contrôles efficaces sur les abattages des arbres de la mangrove, et l'estuaire du Wouri subit une déforestation importante.

## Histoire

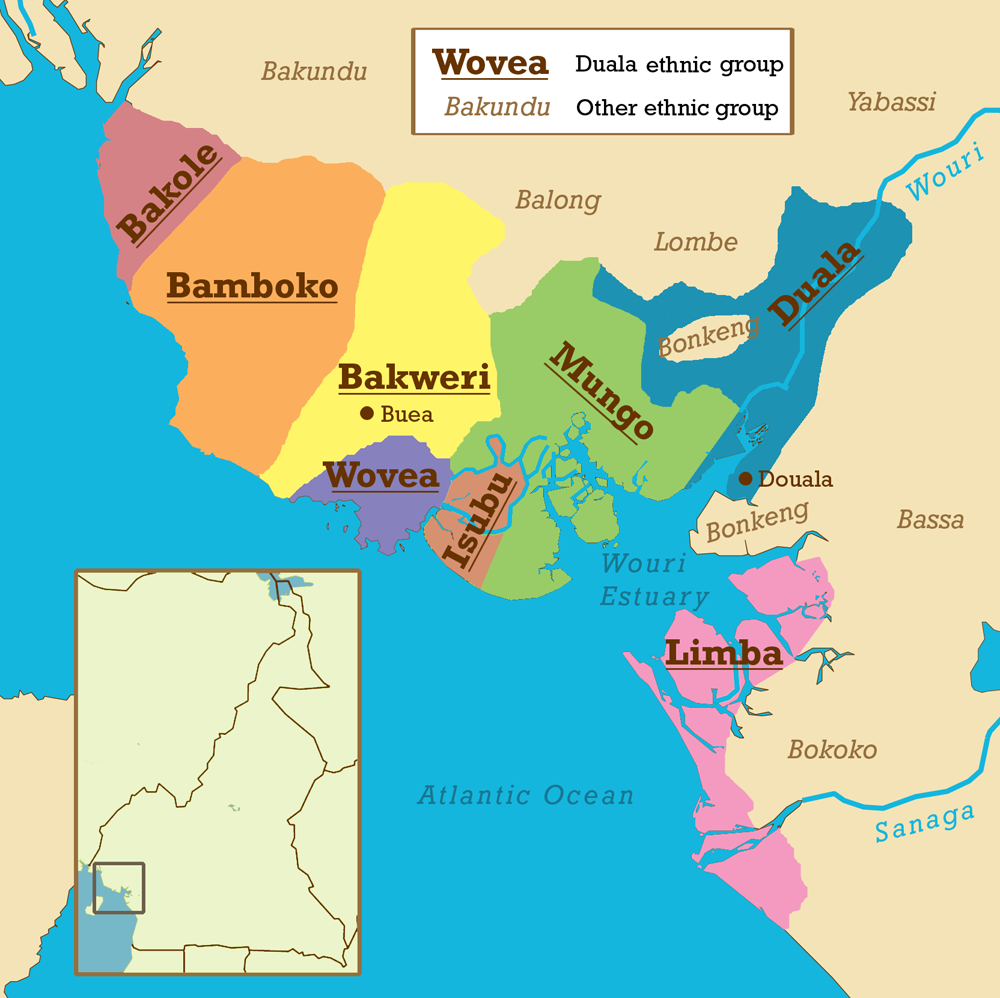
Carte montrant l'emplacement des différents groupes ethniques des régions côtières du Cameroun, autour de l'estuaire.

L'estuaire a traditionnellement été à la maison à un certain nombre de différents groupes ethniques, y compris les Duala les gens autour de l'embouchure du fleuve Wouri, les malimba les gens dans le sud-est et autour de la bouche de la Rivière Sanaga, les Mungo dans le nord et l'ouest de l'estuaire et des Isubu dans le sud-ouest.
Ces gens vivaient initialement par le biais de l'agriculture et de la pêche.
Le premier portugais à explorer l'estuaire, Fernando Pó
Fernando Pó est arrivé dans l'estuaire en 1472.
Il est bientôt suivi par les commerçants du Portugal et d'autres pays Européens.
Les gens de l'estuaire est de la négociation des intermédiaires, transportant des marchandises Européennes pour les régions de l'intérieur en canot et de ramener de l'ivoire, des esclaves et des produits du palmier[Quoi ?].
L'ivoire a été obtenu à partir de Bamenda au Grassfields, vers le nord.
Le commerce des esclaves a commencé au XVIIIe siècle, et a été une activité économique importante en 1750.
Esclaves capturés dans la guerre chamba ont été amenés des Grassfields via le Mungo de la Rivière, et les esclaves de la Nonne-Mbam pays du nord-est ont été portées par le Wouri. Les hollandais ont été les principaux acheteurs d'esclaves dans l'estuaire dans le milieu du XVIIIe siècle.
Dans les années 1830, le commerce des esclaves était en phase terminale de déclin en raison de la baisse de la demande provenant des États-Unis et de l'action punitive par les Britanniques basés sur l'île de Fernando Po.
Par le milieu du XIXe siècle, de l'huile de palme et de palmiste est devenu le principal commerce des marchandises.

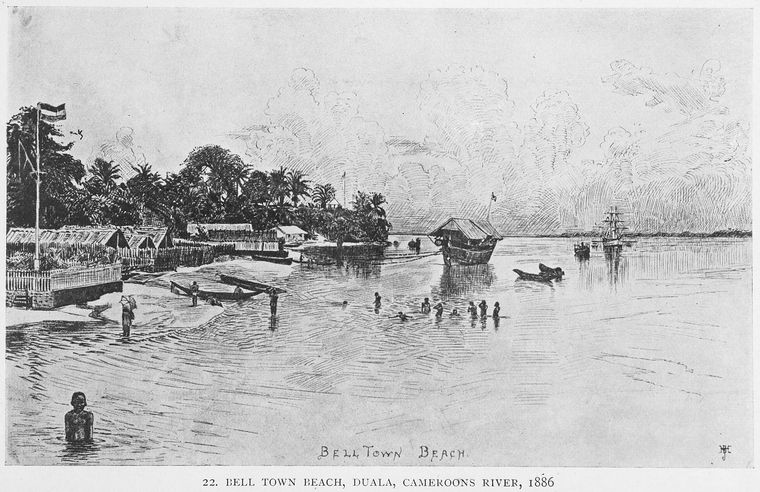
Rivière Wouri plage à Belltown, qui fait maintenant partie de Douala, en 1886.

Le Duala ont été les principaux commerçants. Ils ont empêché l'accès Européen à l'intérieur et construit efficace des réseaux commerciaux.
Le Duala utilisé mariage des liens avec les gens de l'intérieur, afin d'établir une relation de confiance, avec les enfants des mariages agissant en qualité de mandataires.
À la demande du Roi Bell et le Roi Akwa de Duala, l'estuaire a été annexée par l'Allemagne en 1884, de devenir le noyau de la colonie du Cameroun.
Les Allemands ont lentement étendu leur contrôle sur l'estuaire et le vaste arrière-pays de Cameroun sur une période de 25 ans.

Au début de la Première Guerre mondiale en 1914, une expédition Britannique à partir de le Nigeria a gagné le contrôle de la colonie. En 1916, le Cameroun a été divisée, avec la Colombie en prenant les terres à l'ouest du Mungo et les Français de prendre les terres à l'est.
Dans les années 1920, les Français l'amélioration de l'infrastructure, des travaux de dragage de l'estuaire afin d'améliorer l'accès au port de Douala et la reconstruction des chemins de fer qui reliait la ville à l'intérieur.
Après la Seconde Guerre mondiale, les Français ont construit une route/pont ferroviaire sur la rivière Wouri, reliant Douala Bonaberi, d'approfondir l'expédition des canaux dans l'estuaire, converti Bonabéri dans un port de la banane et de l'étendue de la capacité de port de Douala à 900 000 tonnes, faisant de lui le troisième plus grand port sur la côte Ouest-Africaine.
Les gens de l'estuaire ont été réunis, en 1961, lorsque l'état moderne du Cameroun a été créé à partir de l'ancienne Colonie française et la partie sud de la colonie Britannique.
Les premiers établissements de la Duala personnes à l'embouchure du fleuve Wouri - Belltown, Akwatown, Bonapriso, Deido et Bonabéri - ont été absorbées par Douala, une ville de plus de trois millions de personnes qui contient de nombreux groupes ethniques différents, de manière générale, concentrés dans leurs propres quartiers.
Les infrastructures telles que les routes, l'approvisionnement en eau, d'égouts et d'électricité est faible et, dans certains domaines inexistants. La plupart des habitants travaillent pour des salaires de misère dans des entreprises commerciales et industrielles.
Le port de Douala est limité dans ses capacités, en raison de son emplacement sur le fleuve Wouri, qui porte de lourdes charges de sédiments et les besoins de la constante de dragage.
En dehors de la ville, les colonies dans la région de l'estuaire sont des villages accessibles uniquement par de l'eau.

## Les questions environnementales

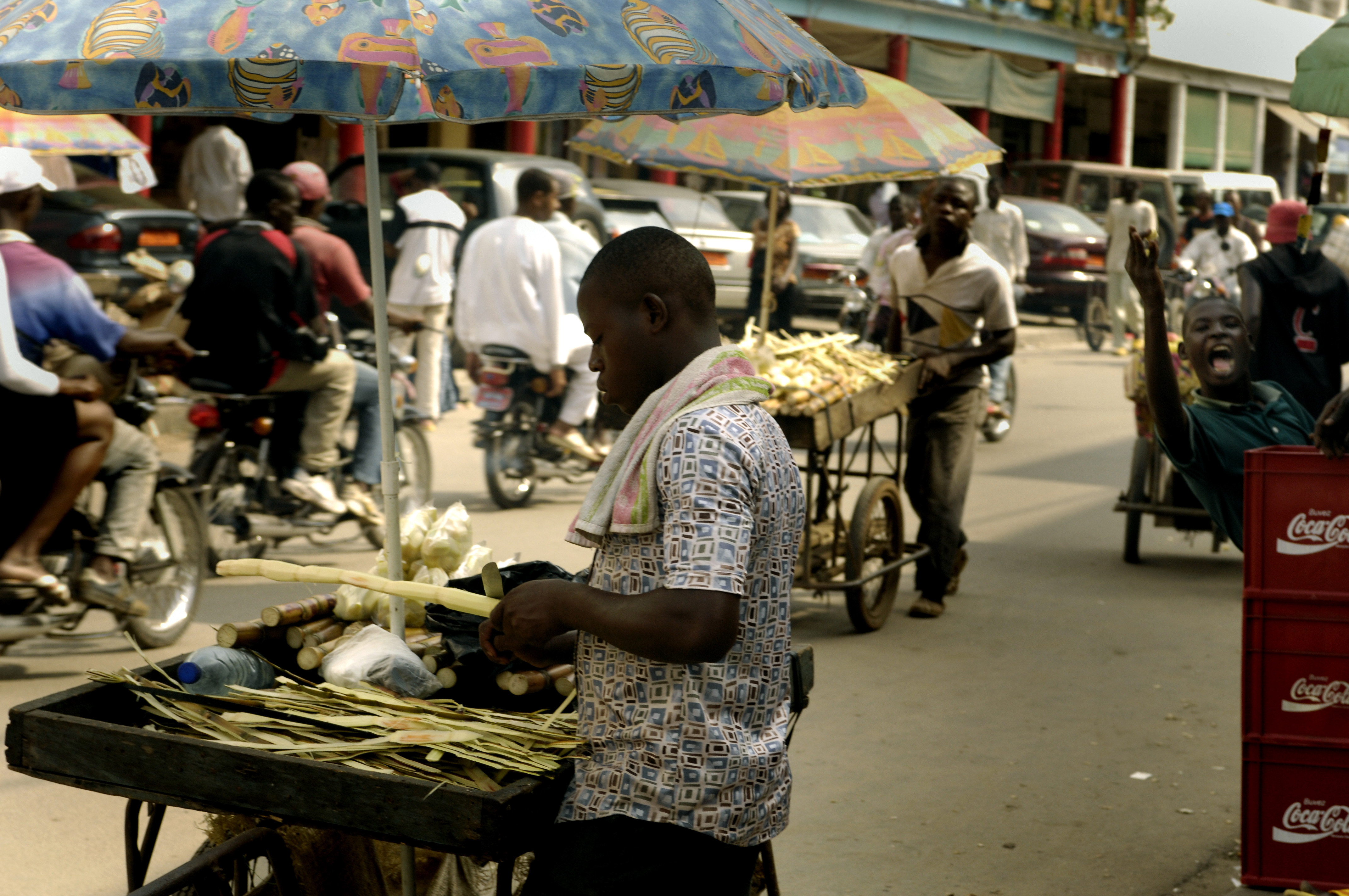
Vendeur de rue dans la Douala

L'écologie de l'estuaire est sous la menace de la pollution croissante de l'industrie, de l'agriculture et des ménages, menaçant à la fois les poissons, les rendements et la santé humaine.
Les Sources de pollution de la galvanoplastie et de la raffinerie de pétrole industries, de la lutte antiparasitaire dans le cacao, le café et les plantations de bananes, et les déchets organiques, les huiles de transport terrestre, les industries de transformation et la production d'énergie.
L'essentiel de l'homme généré des eaux usées est également libéré dans l'estuaire sans traitement.
Le gouvernement de l'infrastructure pour le contrôle de la pollution est dispersée, faible et inefficace, et il y a une grave pénurie de fonds.
L'agriculture est un pilier de l'économiedu Cameroun. Les pesticides ne sont pas réglementés, et contribuent également à la pollution. Les Pesticides qui ont longtemps été interdit d'ailleurs sont encore en usage, ou sont détenus dans les fuites des installations de stockage.
La croissance de la population est d'accroître la production des cultures d'exportation telles que le café, le cacao, les bananes, l'huile de palme et de coton, importés à l'aide de pesticides et d'engrais. Généralement, les engrais contiennent de l'urée, de l'ammoniac et du phosphore. Pesticides utilisés sont principalement le DDT et d'autres produits dérivés de composés organiques halogénés.
Environ 95 % du Cameroun industries sont basés dans ou autour de Douala.
Leurs déchets liquides rejetés dans l'estuaire avec peu ou pas de traitement.
De Douala Bassa zone industrielle se termine dans l'estuaire du ruisseau de la formation de la Dibamba de la Rivière, le rejet de polluants. Les zones humides sont rapidement colonisées par des espèces envahissantes, et un grand nombre de phytoplancton ont été identifiés, dont certains sont causés par la pollution.

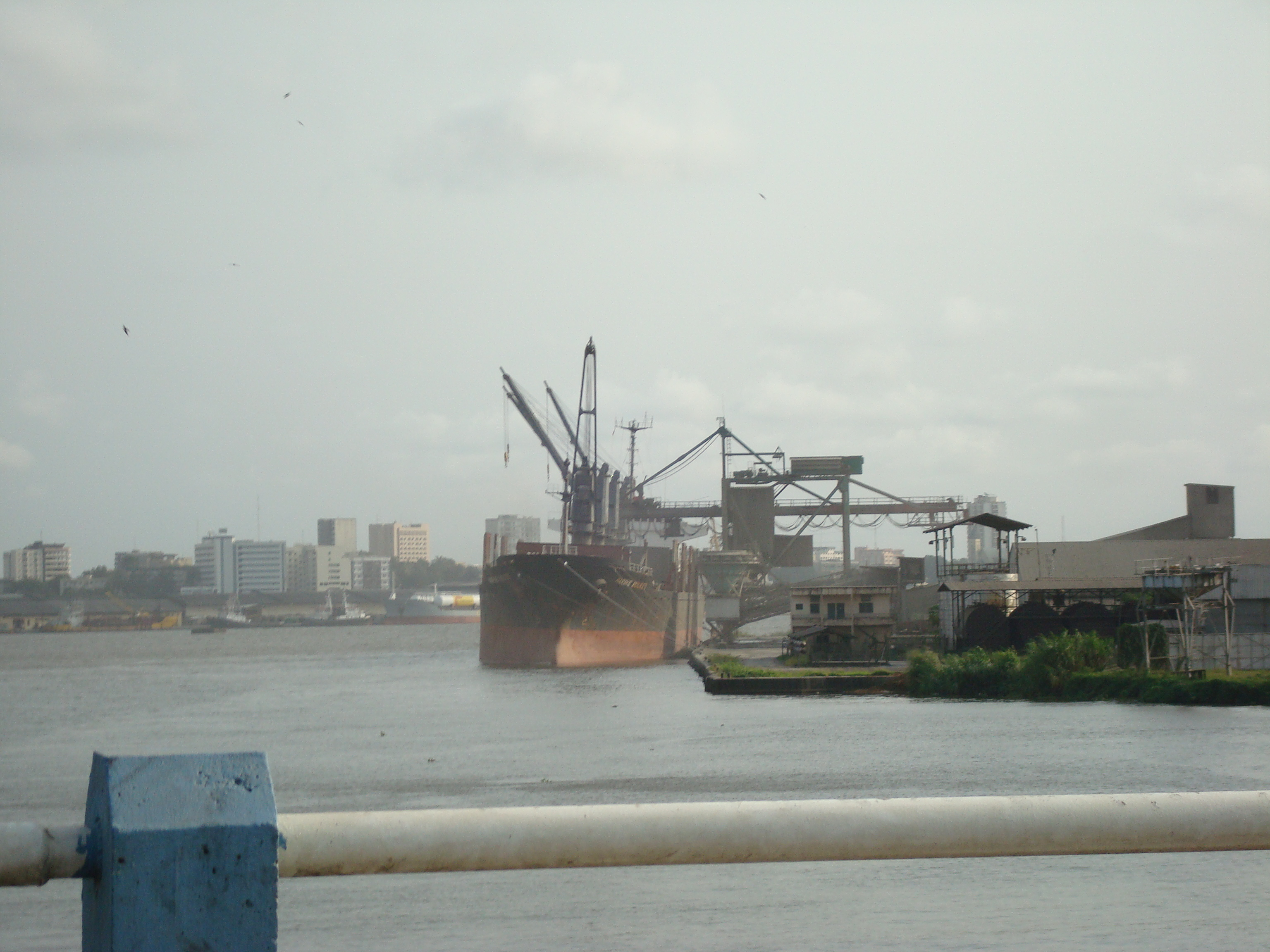
Douala port en 2008

Le Bonabéri banlieue de Douala, avec une croissance rapide de la population de plus de 500 000 habitants, illustre les problèmes environnementaux urbains.
Plus de 75 % de Bonabéri est 2 m au-dessus du niveau de la mer sur la moyenne.
Avec un territoire limité, les personnes pauvres ont empiété sur les zones humides.
En 2002, la mangrove dense de la forêt, qui comprenait luxuriante pousses de palmiers, était en cours d'extinction à cause de l'urbanisation.
Les maisons et les bâtiments industriels sur les terres défrichées sont mal construit, sans un drainage adéquat.
Piscines d'eau stagnante sont des sites de reproduction de la maladie.
De l'homme et des déchets industriels à la fin dans les canaux du Wouri, de réduire son débit.
Les inondations de la rivière et de la mer des incursions peuvent provoquer des hausses de niveau d'eau de 2 à 5 m à l'intérieur de quelques minutes, la destruction de bâtiments et de lavage des eaux usées brutes dans le puits. Les maladies d'origine hydrique telles que le typhus et la dysenterie sont des causes fréquentes de décès.
La pêche est économiquement d'une grande importance pour le Cameroun, avec environ 40 000 tonnes pêchées chaque année, dont un tiers est exporté.
En 1994, 60 millions de dollars US la valeur de poisson ont été exportées vers l'Europe, les trois quarts de ce qui venait de 12 à échelle industrielle, les entreprises de pêche.
Environ 40 % de la main-d'œuvre dans les régions côtières du Cameroun sont à temps plein non-pêcheurs.
Le poisson contribue à environ 44 % de la protéine dans la population locale de son régime alimentaire.
Les mangroves de l'estuaire sont des frayères pour de nombreux types de poissons commerciaux, mais ils ne sont pas protégés.
La zone couverte par les mangroves continue à se rétrécir et la population de poissons a été en baisse constante.
Les niveaux de polluants organiques persistants dans le poisson sont à la hausse.

Une étude de 1991 a montré des niveaux excessifs de Ddt et les Pcb dans les poissons, les crevettes et les huîtres dans la zone autour de Douala.
Élevé des charges de pollution des métaux lourds tels que le mercure, le plomb et le cadmium sont également un sujet de préoccupation.

## Potentiel pétrolier
Il semble y avoir un potentiel pour la production pétrolière et gazière.
Le Matanda bloc dans la moitié nord de l'estuaire et de la région environnante a des réserves estimées entre 60 et 300 millions de barils.
Le travail exploratoire de par de Pétrole du Golfe il y a plusieurs décennies a indiqué que la production de 4 millions de barils par an, pourrait être faisable.
En avril 2008, une filiale suisse Glencore International AG et Afex Global Limited a signé un accord avec le Cameroun, la société pétrolière d'état de 38 millions de dollars projet d'exploration dans le 1,187 km2 de la zone, qui a été approuvé par Badel Ndanga Ndinga, Ministre des Industries, des Mines et du Développement Technologique.